# Лирсе С. К.
Конинклейке Лирсе Спорткринг, кратка форма Лирсе (на нидерландски: Koninklijke Lierse Sportkring) е професионален футболен клуб от белгийския град Лир. Цветовете на отбора са жълто и черно.

## Успехи
- Белгийска Про Лига
  - Шампион (5): 1931/32, 1940/41, 1941/42, 1959/60, 1996/97
- Купа на Белгия
  - Носител (2): 1968/69, 1998/99
- Суперкупа на Белгия
  - Носител (2): 1997, 1999

## Известни бивши футболисти
- Жан-Мари Пфаф

## Български футболисти
- Милен Георгиев: 2004 - (1 мача - 0 гола)
- Костадин Хазуров: 2012/14 - (42 мача - 11 гола)